# Seznam osebnosti iz Občine Črnomelj

## Duhovniki, škofi
- Holzapfel Ignacij, Prešernov sodobnik, duhovnik, pesnik (1799, Tržič – 1868, Ribnica)
- Kolbezen Leopold, publicist, duhovnik (1876, Kočevje pri Črnomlju – 1945, Metlika)
- Medved Anton, duhovnik, dramatik, pesnik (1869, Kamnik – 1910 Turjak)
- Janez Vrtin, škof (1844, Dobliče – 1899, Marquette, Michigan, ZDA)
- Žabkar Lojze, duhovnik križniškega reda, šolnik (1910, Krško – 1983, Ljubljana)

## Etnografi, etnologi
- Dražumerič Marinka, etnologinja, umetnostna zgodovinarka (1957, Črnomelj)
- Haring Zofija, narodnjakinja, zbiralka narodnih vezenin in pisanic (1843, Črnomelj – 1929, Črnomelj)
- Kupljen Anton, notar, etnograf (1841, Žihlava – 1902, Celje)
- Lokar Janko, slavist, germanist, folklorist, etnograf, urednik Lovca (1881, Črnomelj – 1963, Ljubljana)

## Igralci, pevci, skladatelji, režiserji
- Ahačič Draga, publicistka, prevajalka, igralka, režiserka, (1924-2022 Črnomelj)
- Bučar Danilo, skladatelj, igralec, režiser in dirigent v Šentjakobskem gledališču (1896, Črnomelj – 1971, Ljubljana
- Costaperaria – Deu Mira, koncertna pevka (1882, Črnomelj – 1934 Ljubljana)
- Frankovič Marjan, scenarist, režiser (1950, Belčji vrh)
- Glavina Slavka, igralka (1926, Jurka vas – 2013, ?)
- Radko Polič-Rac, dramski, televizijski in filmski igralec, (1942-2022, Črnomelj)
- Šutej Josip, operni pevec (1920, Vinica – 2006, Zagreb, Hrvaška)

## Narodna heroja
- Rozman Franc - Stane, general, vojaški poveljnik, narodni heroj (1912, Medvode – 1944, Črnomelj)
- Stariha Ivan (Janko), narodni heroj (1922, Črnomelj – 1942, Dobrovlje)

## Pesniki, pisatelji
- Beličič Vinko, pesnik, prevajalec, profesor (1913, Črnomelj – 1999, Opčine, Furlanija, Italija)
- Berkopec Oton, slovenski akademik, pesnik, prevajalec, predavatelj, publicist, bibliograf, literarni zgodovinar (1906, Vinica – 1988, Ljubljana)
- Cerar Franc, duhovnik, pisatelj, jezuit (1922, Dobliče – 2014 Maribor)
- Čebular Albin, pesnik, mladinski pisatelj, etnograf (1900, Mokronog – 1952, Logatec
- Epich Tilen, pisatelj, urednik slovenskih poštnih glasil, (1888, Črnomelj – 1951, Ljubljana)
- Jalen Janez, pisatelj, dramatik, duhovnik (1891, Rodine – 1966 Ljubno na Gorenjskem)
- Lokar Franc, lovski pisatelj (1890, Dobliče – 1960, Ljubljana)
- Lovšin Evgen, ekonomist, planinski pisatelj (1895, Vinica – 1987, Ljubljana)
- Lovšin Franjo, mladinski pisatelj, organizator, učitelj (1863, Ribnica – 1931, Ljubljana)
- Mazi Vilko, logoped, surdopedagog, pesnik, pisatelj (1888, Črnomelj – 1986, Vikrče)
- Jarc Miran, dramatik, glasbenik, literarni kritik, pesnik, pisatelj, prevajalec (1900, Črnomelj – 1942, Pugled pri Starem Logu)
- Malešič Matija, pisatelj, pravnik (1891, Črnomelj – 1940, Škofja Loka)
- Mulih Ivan, jezuit, nabožni pisatelj (1736, Črnomelj – 1798, Zagreb, Hrvaška)
- Švajger (Schweiger) Danilo (Karel), ribiški pisatelj, zdravnik (1898, Črnomelj – 1989, Ljubljana)
- Zupančič (Zupan) Jakob, pisatelj (1895, Otovec – 1980, San Jose, Kalifornija)
- Zupančič Katka, pesnica, pisateljica, prevajalka, publicistka (1889, Grič pri Dobličah – 1967, Los Gatos, Kalifornija)
- Župančič Oton, pesnik, dramatik, prevajalec, urednik (1878, Vinica – 1949, Ljubljana)

## Moda
- Maja Šimec (1979), manekenka, Miss Slovenije 1997

## Pravniki, politiki
- Brozovič Ivan, časnikar, politik (1858, Ljubljana – 1898, Ljubljana)
- Doltar Josip, črnomaljski župan, podjetnik, žagar, mlinar, livarnar (1858, Gradac - 1930, Črnomelj)
- Gerdešič Josip, pravnik (1834, Čudno selo – 1914, Novo mesto)
- Kramarič Janez, pravnik, kulturni delavec, prejemnik občinske Župančičeve plakete, častni občan občine Črnomelj (1934, Ljubljana – 2011, Novo mesto)
- Malnerič Martin, kulturni zgodovinar, etnograf, pravnik (1885, Črnomelj – 1958, Dubrovnik, Hrvaška)
- Ogrin Fran, pravnik (1880, Stara Vrhnika – 1958, ?)
- Schaubach Franc, pravnik, javni delavec, narodni delavec, župan (1881, Drašče, Koroška, Avstrija – 1954, Črnomelj)
- Schweiger Franc, časnikar, pravnik  (1854, Črnomelj – 1917, Calumet, Michigan, ZDA)

## Publicisti, prevajalci
- Mušič Janez, prevajalec, slavist, urednik (1983, Novo mesto – 2011, ?)
- Ogrin Miran, prevajalec, publicist, potopisec (1914, Črnomelj – 1985, Ljubljana)
- Puhar Alenka, publicistka, novinarka (1945, Črnomelj)
- Šeringer Vinko, publicist, šolnik, društveni delavec, leksikograf, (1862, Črnomelj – 1945, Zagreb, Hrvaška)
- Švajger Janko, publicist, hidrotehnik, urednik, dipl. ing. gozdarstva (1890, Črnomelj – 1973, Ljubljana)
- Todorovski Ilinka, novinarka, publicistka (1966, Novo mesto)

## Slikarji, kiparji
- Butala Janko (1941, Butoraj)
- Gliha Oton (1914, Črnomelj – 1999, Zagreb, Hrvaška)
- Jakhel Rudolf (1881, Črnomelj – 1928, Ptuj)
- Kambič Mihael (1887, Dragovanja vas – 1979, Dragovanja vas)
- Lozar Robert (1967, Novo mesto)
- Potokar Cita, ilustratorka, Levstikova nagrajenka, slikarka (1915, Dragatuš – 1993, Ljubljana)
- Rajmer Janez  (1957, Koper)
- Ruppe Mihael, kipar, slikar (1863, Ovčjak na Kočevskem – 1951, Salzburg, Avstrija)
- Stegovec Tinca, akademska slikarka (1927, Planina pri Črnomlju)
- Vrščaj Jože, akademski slikar (1950, Črnomelj)

## Učitelji, profesorji, šolniki, ravnatelji
- Bavdek Poldka, folkloristka, učiteljica (1881, Krško – 1965, Ogulin)
- Jeršinovič Anton, gimnazijski ravnatelj, filolog (1876, Črnomelj – 1925, Celje)
- Jesenovec Franc, slavist (1906, Puštal pri Škofji Loki – 1984, Celje)
- Kunst Viljem, pedagoški pisatelj, šolnik (1904, Polzela – 1973, Zagreb, Hrvaška)
- Lapajne Vladimir, šolnik, pisec učbenikov za geometrijo (1894, Črnomelj – 1941, Ljubljana)
- Malič Jože, športni pedagog, prejemnik Bloudkove nagrade (1917, Vinica – 1992, ?)
- Šetina Franc, šolnik (1853, Mokronog – 1916 Črnomelj)
- Škerlj Amat, klasični filolog, prevajalec, profesor, ravnatelj na novomeški gimnaziji (1878, Črnomelj – 1927, Gotna vas)
- Štrajn Darko, znanstveni svetnik, filozof (1949, Titov Veles)
- Štrbenk Karel, šolnik, prvi ravnatelj črnomaljske meščanske šole (1898, Sodražica – 1960, Črnomelj)
- Tomšič Bernard, pisatelj, šolnik (1811, Videm, Dobrepolje – 1856, Vinica)
- Tomšič Ivan, bibliograf, šolnik, pisatelj, urednik (1838, Vinica – 1894, Ljubljana)
- Tomšič Ljudevit, slovenski in hrvaški književnik, šolnik (1843, Vinica – 1902, Zagreb, Hrvaška)
- Vončina Drago, okrajni šolski nadzornik v Črnomlju, romanist, slavist (1900, Gore, Idrija – 1980, Ljubljana)
- Grdešič Tomaž, učitelj, zgodovinar (1988-)

## Zgodovinarji, literarni zgodovinarji
- Barbarič Štefan, literarni zgodovinar (1920, Turnišče – 1988, Ljubljana)
- Ivanič Martin, zgodovinar, leksikograf, publicist (1948, Dolenji Suhor pri Vinici)
- Jarc Janko muzealec, zgodovinar, Trdinov nagrajenec (1903, Črnomelj – 1995, Novo mesto)
- Podlogar Leopold, duhovnik, zgodovinar (1878, Podlog, Velike Lašče – 1925, Gozd, Kamnik)
- Svetina Anton, pravnik, zgodovinar (1891, Vransko – 1987, Ljubljana)
- Zupanič Niko, zgodovinar, antropolog (1876, Griblje – 1961, Ljubljana)
- Weiss Janez, zgodovinar, prevajalec, publicist, muzealec, glasbenik (1978-)

## Veterinarja
- Klemenc Nestor, veterinar, nagrajenec sklada Borisa Kidriča (1922, Črnomelj – 2015)
- Hribar Hinko, veterinar (1934, Črnomelj)

## Osebe, ki so delovale v časuNOB
V času narodnoosvobodilnega boja je bil Črnomelj osvobojeno ozemlje, središče nove ljudske oblasti in tudi žarišče svobodne kulturne dejavnosti. Tiskali so liste, brošure, prirejali predavanja, mitinge in razstave.
V Črnomlju ali bližnji okolici so delovali: 
- prozaisti: France Bevk, Ferdo Kozak, Tone Seliškar, Bogomir Magajna, Ivan Potrč, Karel Grabeljšek, Bogo Flander – Klusov Joža, Vitomil Zupan.
- pesniki: Vladimir Pavšič – Matej Bor, Mile Klopčič, Jože Udovič, Edvard Kocbek, Jože Brejc, France Kosmač, Jože Šmit, Peter Levec, Ivan Minatti,  Majda Peterlin - Brestova, Karel Destovnik – Kajuh.
- politični publicisti: Edvard Kardelj, Boris Kidrič, Boris Ziherl, Josip Vidmar, Tone Fajfar.
- časnikarji in pisci: Aleš Bebler, Marjan Brecelj, Metod Mikuž, Radko Polič, Viktor Smolej, Marija Vilfan, Matija Vošnjak, Sergej Vošnjak.
- člani in zunanji sodelavci Znanstvenega inštituta: dr. Fran Zwitter, Darko Černelj, Lojze Ude, dr. Pavel Lunaček, France Avčin, Jože Zemljak.
- skladatelji: Marjan Kozina, Pavel Šivic, Karol Pahor, Ciril Cvetko, Radovan Gobec, Drago Korošec, Janez Kuhar, Bojan Adamič, Viktor Mihelčič, Rado Simoniti.
- likovni umetniki: Božidar Jakac, France Mihelič, Nikolaj Pirnat, Drago Vidmar, Nande Vidmar, Dore Klemenčič, Ive Šubic, Vito Globočnik, France Slana, Milena Dougan.
- gledališčniki, dramski igralci in operni pevci: Vladoša Simčič, Jože Tiran, Ema Starič, Smiljan Samec, Stane Česnik, Mario Kristančič, Janez Jerman, Lojze Potokar, France Presetnik, Bogdana Stritar, Nada Vidmar.
- režiser: Zvone Sintič.